# نفل كلوسي
النفل الكلوسي (باللاتينية: Trifolium clusii) نوع نباتي من جنس النفل من الفصيلة البقولية.

## الموئل والانتشار
موطنه الأصلي بلاد الشام والمغرب العربي ومصر وصقلية وتركيا وبلغاريا.

## مرادفات للاسم العلمي
- (باللاتينية: Trifolium resupinatum var. minus Boiss.)